# Kaiser Wilhelm II
Le Kaiser Wilhelm II est un paquebot transatlantique allemand à vapeur, achevé au printemps 1903 dans les chantiers navals de Stettin, en Allemagne. Il sert la compagnie Norddeutscher Lloyd aux côtés de ses trois sister-ships et détient un temps le Ruban bleu. Sa carrière ne connaît pas d'incident majeur jusqu'à la Première Guerre mondiale : lorsque le conflit éclate, le navire se trouve à New York, en terrain neutre. Il y reste jusqu'en 1917, année de l'entrée en guerre des États-Unis. Il est alors réquisitionné et renommé Agammemnon.
Au cours de son service en tant que transport de troupes, il heurte au sein d'un convoi le Von Steuben, qui n'est autre que son jumeau Kronprinz Wilhelm également réquisitionné. Le navire sert ensuite en 1919 à rapatrier les soldats américains, puis est conservé en vue d'une potentielle réutilisation comme transport. En 1927, il est renommé Monticello, et il est un temps envisagé de le reconvertir en navire de croisière. L'idée n'aboutit pas, cependant, et le navire reste inactif. Il est finalement démoli en 1940, après 21 années d'immobilité.

## Histoire

### Carrière allemande
Conçu pour être un paquebot très rapide dans le service transatlantique, il fut en effet l'un des plus rapides transatlantiques de son temps. Il remporta le Ruban bleu en 1904. Il faisait des traversées régulières entre l'Allemagne et les États-Unis durant les années précédant la Première Guerre mondiale. C'est à bord de ce paquebot qu'Alfred Stieglitz pris sa célèbre photographie The steerage en 1907 lors d'un voyage en Europe avec sa famille.

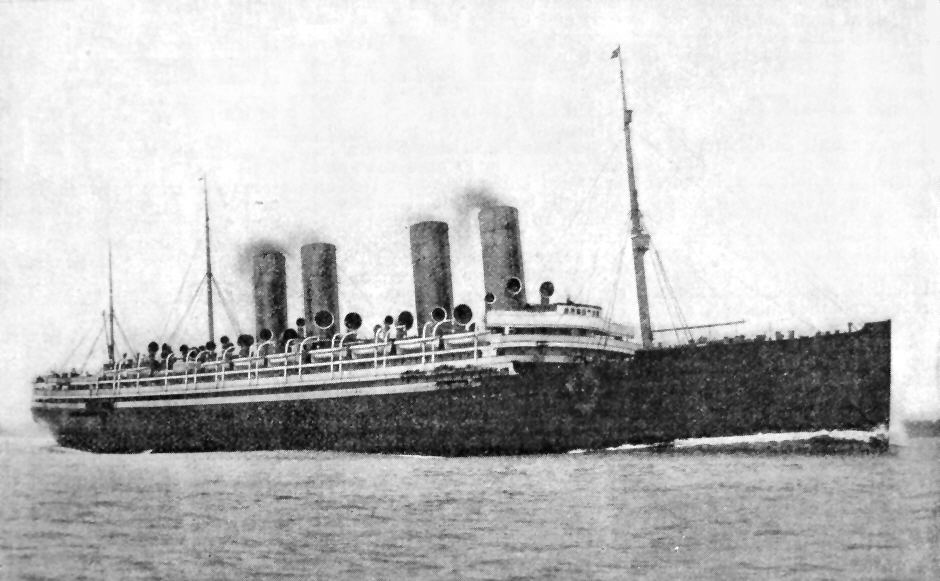
Le Kaiser Wilhelm II en mer.
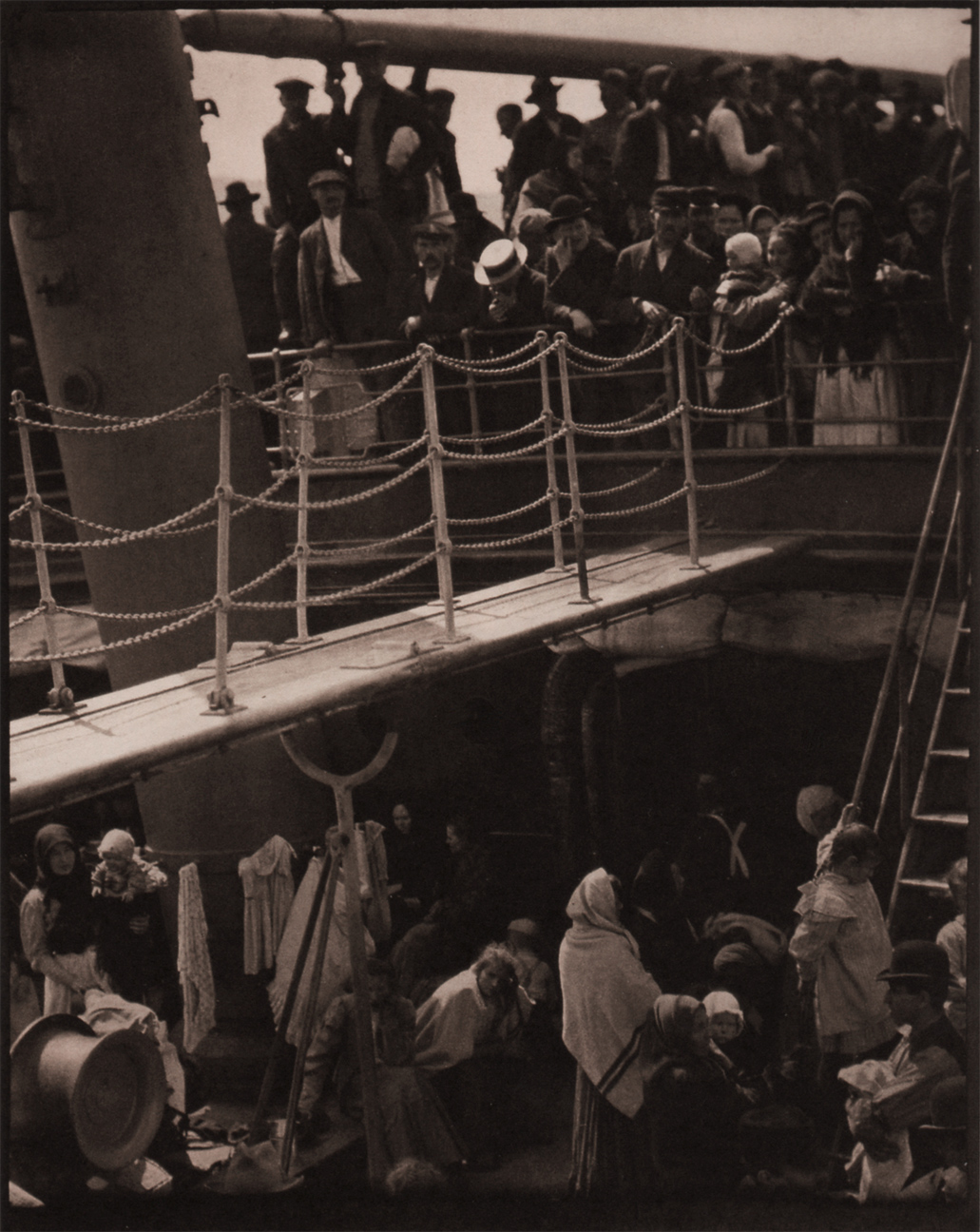
The steerage par Alfred Stieglitz.

Le paquebot ne comptait pas trois mais deux classes : une très luxueuse, une autre assez austère. Le 3 août 1914, quand la Première Guerre mondiale éclata, il était en pleine traversée et arriva à New York trois jours plus tard, après avoir évité de justesse des croiseurs britanniques.

### Service au sein de la marine américaine

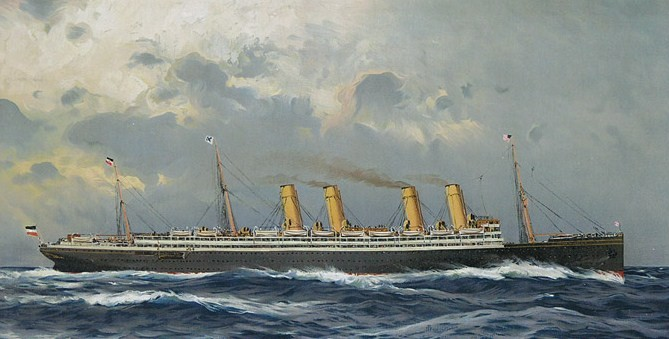
Carte postale du Kaiser Wilhelm II

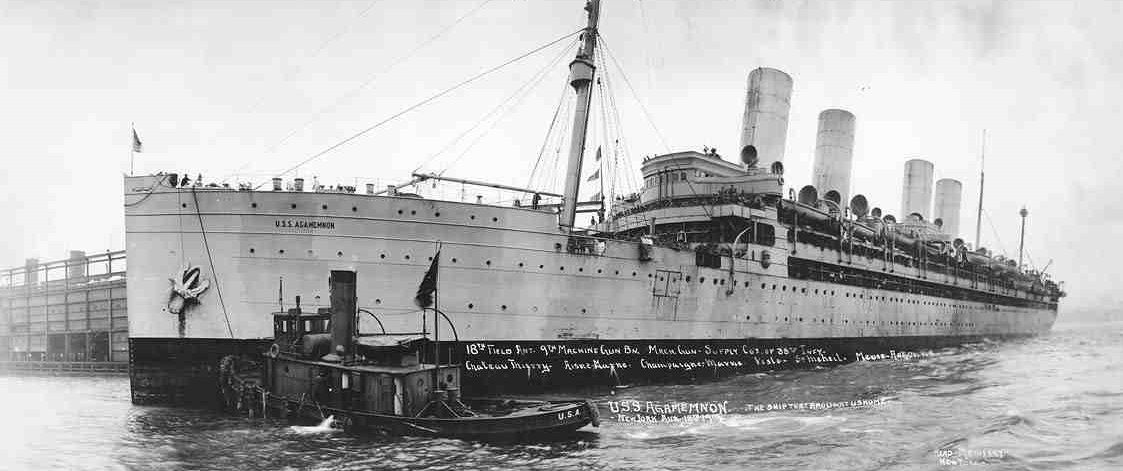
Le Kaiser Wilhelm II devenu l'USS Agamemnon

Il fut saisi par le gouvernement américain lorsque celui-ci déclara la guerre à l'Allemagne le 6 avril 1917, et des travaux débutèrent pour réparer ses machines, sabotées au préalable par son équipage allemand, ainsi que pour préparer le navire à son utilisation comme transport de troupes en le dotant en outre d'un armement. Pendant les travaux, il fut utilisé comme navire-caserne au New York Navy Yard.
L'US Navy donna au navire le titre d'USS Kaiser Wilhelm II (ID-3004) fin août 1917. Son nom fut changé en Agamemnon début septembre et sa mise en service se fit fin octobre, quand il partit pour son premier transport de troupes vers la France au sein de la Cruiser and Transport Force. En mer le 9 novembre 1917, il fut endommagé dans une collision avec un autre transport anciennement allemand, l'USS Von Steuben, mais débarqua ses passagers dans la zone de guerre quelques jours plus tôt. Après son retour aux États-Unis en décembre et quelques réparations, l’Agamemnon repartit en France à la mi-janvier 1918 après quoi il retraversa l'Atlantique à un total de dix reprises en emportant un total de 36 026 soldats pour établir une supériorité américaine sur le Front occidental. Cette routine fut parfois ponctuée de rencontres avec des U-boote et, pendant l'automne 1918, par des épidémies de grippe à bord.

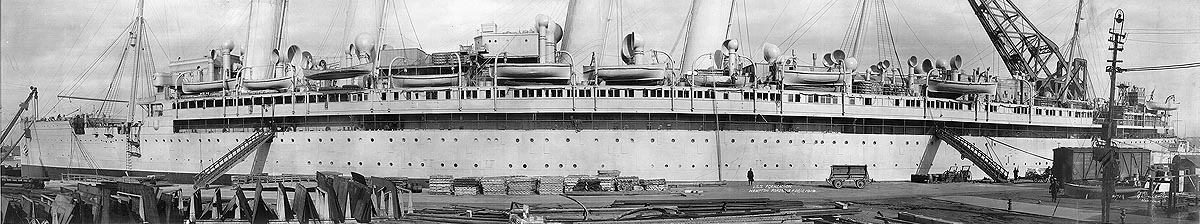
L'USS Agamemnon à Hampton Roads en février 1919.

À la mi-décembre 1918, juste un mois après l'Armistice, les combats ayant pris fin, l’Agamemnon commença à ramener les soldats chez eux. Il fit neuf voyages jusqu'en août 1919, transportant environ 42 000 personnes, 4 000 de plus que pendant la guerre. L'USS Agamemnon fut démobilisé fin août et rendu au département de la Guerre pour une future utilisation comme transport de troupes. Retiré du service au milieu des années 1920, il fut renommé Monticello en 1927 mais ne reprit plus de service actif.  Le Monticello était considéré comme trop vieux pour être utilisé pendant la Seconde Guerre mondiale, et le navire fut donc vendu et détruit en 1940.